# Змија чуваркућа
Змија чуваркућа се јавља као митско биће и које обично живи у темељима куће или у огњишту. Верује се да змија чуваркућа представља или родоначелника породице, односно првог претка који је формирао ту породицу, или у неким крајевима је то предак који је био најзаслужнији и који се по нечему истакао. Змија чуваркућа се позивала на вечеру уколико би породица била у некој невољи.
Змија чуваркућа је најчешће била беле боје, али се у неким крајевима су је замишљали црне боје. Ретко кад се појављивала. Појава змије чуваркуће у кући или дворишту би значила да ће се одиграти неки догађај лош по укућане. У овом смислу змија чуваркућа је имала улогу да упозори укућане не неки лош догађај. Појава змије чуваркуће увек је упозоравала на зло, док се она није појављивала кад би требало да се догоде повољни догађаји за породицу. То је значило да је она представљала весника лоших вести. Тај лош догађај је могао постати још гори ако би се змија убила. Како су се људи плашили змија, често се догађало да је она била убијена. Уколико би она била убијена, то би представљало велику увреду за претке. Тиме би се убио предак и учињен грех би био на нивоу рода. Освета од стране предака би била у виду скоре смрти неког од укућана.
Змија представља тотемску животињу култа предака. Како су преци били људи који су могли бити добри, лоши а некад сујетни, таква би могла бити и змија. Дакле она не представља ни добро ни лоше митско биће, као што то нису били ни богови, који су имали људске особине, и понашаће се у зависности од прилике.
Ипак карактер весника злих догађаја у ствари представља доказ да митски предак жели да помогне својој породици, тиме што ће указати на догађај које ће се догодити или се може догодити. Уколико би породица могла да схвати о чему се ради, могла би да избегне тај лош догађај.